# Eugen Baumann

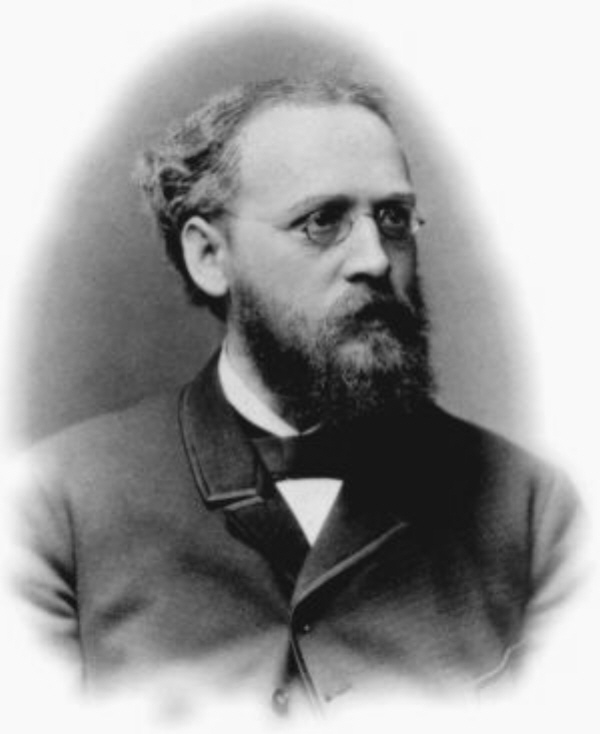
Eugen Baumann, um 1877

Eugen Albert Georg Baumann (* 12. Dezember 1846 in Cannstatt; † 3. November 1896 in Freiburg im Breisgau) war ein deutscher Apotheker, Chemiker und Biochemiker.

## Leben
Eugen Baumann besuchte das Stuttgarter Polytechnikum (mit Schwerpunkt Chemie) und nach einer Lehre in der väterlichen Apotheke wurde er pharmazeutischer Gehilfe in Lübeck und Göteborg. Er studierte dann Pharmazie in Tübingen, wo er 1870 das Apothekerexamen ablegte und 1872 zum Dr. phil. promoviert wurde. Er folgte seinem Lehrer und Doktorvater Felix Hoppe-Seyler nach Straßburg, wo er sich 1876 als Privatdozent habilitierte. 1877 wurde er ehrenhalber Doktor der Medizin und in Berlin Leiter der chemischen Abteilung des physiologischen Instituts bei Emil Heinrich Du Bois-Reymond. 1882 wurde er dort a.o. Professor für Medizin. Ab 1883 hatte er an der Universität Freiburg als Ordinarius den Lehrstuhl für Medizinische Chemie inne. Im Jahr 1884 wurde er zum Mitglied der Leopoldina gewählt. 1890–91 war er Dekan der Medizinischen Fakultät.
1895 übernahm er mit Albrecht Kossel die Leitung von Hoppe-Seylers Zeitschrift für physiologische Chemie.
Er untersuchte biologisch interessante schwefelhaltige Verbindungen wie Cystin und Thioketone. Er entdeckte die konjugierten Schwefelsäuren im Urin und fand 1884 das Schlafmittel Sulfonal (Diethylsulfondimethylmethan). Zusammen mit seinem Schüler Wolkow entdeckte er im Urin eines Alkaptonurikers die Homogentisinsäure und brachte sie mit dem Stoffwechsel des Tyrosins in Verbindung. Auf ihn geht die Verwendung des Benzoylchlorids zur Charakterisierung von Amino- und Hydroxygruppen zurück. Bekannt ist die Schotten-Baumann-Reaktion. Im Jahr 1895 entdeckte er das Thyreojodin. Er starb während seiner Untersuchungen über das organisch gebundene Jod der Schilddrüse.
Er war verheiratet mit Theresa Kopp (1856–1944), der Tochter des Chemikers Hermann Kopp, mit der er fünf Kinder hatte.